# Attunda tingsrätt
Attunda tingsrätt är en tingsrätt i Sverige med Sollentuna kommun som kansliort. Tingsrättens domkrets omfattar Danderyds, Järfälla, Sigtuna, Sollentuna, Täby, Upplands Väsby, Upplands-Bro, Vallentuna, Vaxholms och Österåkers kommuner. Tingsrätten med dess domkrets ingår i domkretsen för Svea hovrätt.

## Administrativ historik
Tingsrätten bildades 1 april 2007 ur de då upphörda Sollentuna tingsrätt och Södra Roslags tingsrätt. Domkretsen bildades av dessa tingsrätters domsagor, där dock Lidingö kommun inte överfördes till denna domsaga utan till Stockholms tingsrätt.
I domkretsen (domsagan) ingår sedan 2007 kommunerna Danderyd, Järfälla, Sigtuna, Sollentuna, Täby, Upplands Väsby, Upplands-Bro, Vallentuna, Vaxholm och Österåker..
Ett nytt tingshus i Tureberg togs i bruk den 12 april 2010. Innan denna byggnad blev färdigställd användes de dittillsvarande tingshusen i Sollentuna och i Stockholm (vid Gärdet).

## Lagmän
- 2007–2010: Erik Ternert
- 2010–2019: Inger Söderholm
- 2019-: Anders Dereborg

## Uppmärksammade rättsfall i Attunda tingsrätt
- Mordet på Ahmed Ibrahim Ali, även känd som "Romario"
- Frågan huruvida staten gjort sig skyldig till skadeståndsgrundande fel eller försummelser under styckmordsrättegången
- Frågan om giltigheten av Harry Scheins testamente
- Terrorplanerna i Köpenhamn 2010, häktningsförhandlingar mot Sahbi Zalouti
- Det rättsliga efterspelet i Landerholmaffären